# يازي بلاخي (صاحب سقز)
قرية يازي بلاخي (بالكردية: یازی بڵاخی) هي إحدى القرى التابعة لـصاحب في ريف قسم زيويه من مقاطعة سقز، في محافظة كردستان الإيرانية.

## السكان
حسب إحصاءات سنة 2006، بلغ إجمالي السكان في يازي بلاخي 68 نسمة وعدد المساكن 17 مسكن. لغة سكان يازي بلاخي هي اللغة الكردية و هم من أهل السنة والجماعة والمذهب الشافعي.